# Садек, Наджма
Наджма Садек (англ. Najma Sadeque, 1943 — 8 января 2015 г.) — пакистанская журналистка, публицист, борец за права человека, особенно за права женщин, художница, защитница окружающей среды. В 1975 году стала соучредителем женской неправительственной организации «Ширкат Гах», призванной привлекать внимание к нарушениям прав человека в отношении женщин. Она также стала соучредителем «Форума за женское действие» в Пакистане.

## Биография
Садек родилась в 1943 году в Бенгалии, Британская Индия, и воспитывалась в Восточном Пакистане (ныне Бангладеш) в семье земледельцев, что определило её будущие взгляды. Садек училась в школе-колледже Viqarunnisa Noon School and College в Дакке и была известна своими особыми способностями к письму на английском языке. После замужества она переехала в Карачи, где работала копирайтером в рекламном агентстве. Когда Садек было 19 лет, она провела свою первую выставку картин в Карачи.
Садек начала работать журналистом в нескольких газетах, сначала в Dawn, а затем в The News и The News International.
В 1975 году, встревоженная масштабами нарушений прав человека в своей стране, Садек вместе с семью женщинами основала общественную организацию под названием «Ширкат Гах». В 1981 году она также стала соучредительницей «Форума за женское действие» (Women’s Action Forum, WAF) в Пакистане. Необходимость создания организации была продиктована нарушениями прав женщин в результате принятия законов Мухаммеда Зия-уль-Хака.
Садек выпускала еженедельный журнал «WE» для «The News», позже переименованный в «The News on Friday», а затем в «The News on Sunday», который охватывал широкий спектр тем. После ухода с руководящей должности в «The News» она работала внештатным журналистом в нескольких изданиях, включая «The News», освещая темы, связанные с правами человека, гендерными проблемами и окружающей средой.
После завершения журналистской карьеры Садек посвятила свое время расширению деятельности созданных при её участии общественных организаций.

## Смерть
8 января 2015 года в возрасте 72 лет Садек умерла в Карачи от почечной недостаточности. Её дочь Денеб Сумбул, продюсер документальных фильмов, написала в некрологе своей матери:
Как многообразно я могу описать мою замечательную неукротимую мать — она носила так много шляп — активистка до конца, журналистка на протяжении более 35 лет, одна из основательниц «Форума за женское действие» и человек, у которого было много интересов и который никогда не испытывал недостатка в замечательных идеях и новых направлениях деятельности". 
В своей последней статье, опубликованной в журнале «You», Садек написала: «Активисты должны поощрять смелость женщин, чтобы они могли правильно использовать своё право голоса, которое напрямую связано с правами человека и демократией. Начинайте говорить».

## Публикации
Садек написала множество книг и статей, основываясь на своих обширных исследованиях. Наиболее известные её работы — «Как они управляют Пакистаном» (How They Run Pakistan), «Как они управляют миром» (How They Run the World), «Как они убивают мир» (How They Kill the World), «Финансовый терроризм» (Financial Terrorism) и «Земные реалии» (Ground Realities). Её статьи также включены во многие международные издания и книги. На момент смерти она редактировала английский перевод работы своей матери Сайеды Фатимы Садек о Коране.